# Asop de Beòcia
El riu Asop (grec: Aσωπός Asopós) és un riu de Grècia que transcorre la regió Beòcia fent frontera amb l'Àtica. Neix a la plana de Tèspies, al nord del Citeró, a tocar del golf de Corint, i desemboca al golf sud d'Eubea a la localitat de Chalkutsi, a tocar de la vila d'Oropos. Recorre els termes de Tebes, Mandra-Eidyllia, Tànagra i Oropos. Es tracta d'un riu típicament mediterrani, sovint sec a l'estiu però que pren un gran cabal després d'una ploguda forta.
A l'antiguitat formava el límit entre Platea i Tebes. La batalla de Platea es va lliurar a la seva riba. Segons Pausànies, el riu produïa unes canyes més altes que les de qualsevol altre riu.
Pausànies parla d'una antiga llegenda de Platea, que deia que el mític Asop va ser rei d'aquesta regió, i que va donar nom al riu. Va succeir a Citeró, que havia donat nom a la muntanya. El nom de la ciutat de Platea s'atribuïa a una filla d'Asop anomenada Platea.